# Inside Out (musikalbum)
Inside Out är ett studioalbum av den amerikansk-dominikanska sångaren Kat DeLuna. Det gavs ut den 5 november 2010 och innehåller 11 låtar.

## Låtlista
| Nr  | Titel                     | Längd |
| --- | ------------------------- | ----- |
| 1.  | Push Push                 | 3:09  |
| 2.  | Party O'Clock             | 3:34  |
| 3.  | Dancing Tonight           | 3:26  |
| 4.  | Be There                  | 3:52  |
| 5.  | Oh Yeah (La La La)        | 3:34  |
| 6.  | One Foot Out of the Door  | 3:41  |
| 7.  | All In My Head            | 3:39  |
| 8.  | Rock the House            | 2:55  |
| 9.  | Calling You               | 3:13  |
| 10. | Be There (Ballad Version) | 3:43  |
| 11. | Unstoppable               | 3:47  |

## Listplaceringar
| Lista               | Topplacering |
| ------------------- | ------------ |
| Belgien (Flandern)  | 16           |
| Belgien (Vallonien) | 76           |
| Frankrike           | 114          |